# Niukawakami-jinja
Le Niukawakami-jinja (丹生川上神社), aussi connu sous le nom de Nibukawakami-jinja, est un sanctuaire shinto situé à Nara, préfecture de Nara au Japon.

## Histoire
Le sanctuaire bénéficie du patronage impérial au début de l'époque de Heian. En 965, l'empereur Murakami ordonne que des messagers impériaux soient envoyés pour signaler les événements importants aux divinités shintō gardiennes du Japon. Ces heihaku sont d'abord présentés à seize sanctuaires dont le Niukawakami-jinja.
De 1871 jusqu'en 1946, le Nibukawakami-jinja est officiellement désigné l'un des kanpei-taisha (官幣大社), ce qui signifie qu'il se trouve au premier rang des sanctuaires soutenus par l'État.

## Source de la traduction
- (en) Cet article est partiellement ou en totalité issu de l’article de Wikipédia en anglais intitulé « Niukawakami Shrine » (voir la liste des auteurs).